# Striebornica (přítok Váhu)
Striebornica je potok na dolním Pováží, ve východní části okresu Piešťany. Je to levostranný přítok Váhu, má délku 7,6 km a je tokem 3. řádu.
Pramení v Považském Inovci, v podcelku Krahulčí vrchy, na severozápadním úpatí Marhátu (748,2 m n. m.) v nadmořské výšce kolem 300 m n. m. Teče víceméně na západ přes rekreační oblast v lokalitě Výtoky a zprava přibírá Fojkovou. Následně přibírá pravostranný přítok z oblasti Gonových Lazů a levostranný Skaličný potok. Pokračuje kolem osad Bažanov Mlyn a Duranov mlyn, vstupuje do Podunajské pahorkatiny a napájí stejnojmennou vodní nádrž (při ní rekreační středisko). Dále protéká obcí Moravany nad Váhom, přičemž vytváří výrazný oblouk vypnutý na jih, odtud k ústí teče zregulovaným korytem. Do Váhu se vlévá na území Dolnovážské nivy severozápadně od obce v nadmořské výšce kolem 162 m n. m.